# Justizvollzugsanstalt Fuhlsbüttel

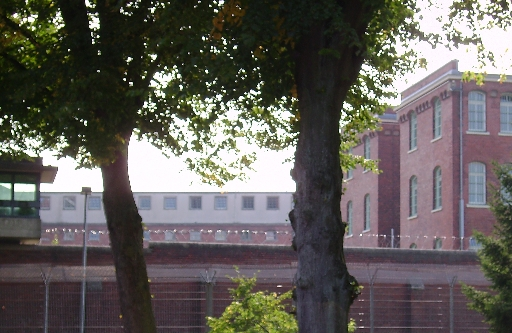
JVA Fuhlsbüttel (Santa Fu) Am Hasenberge

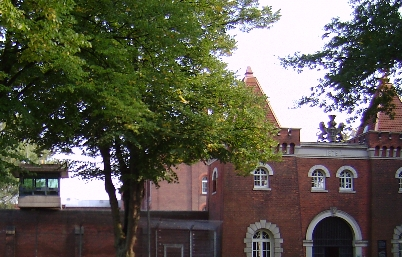
JVA Fuhlsbüttel Suhrenkamp

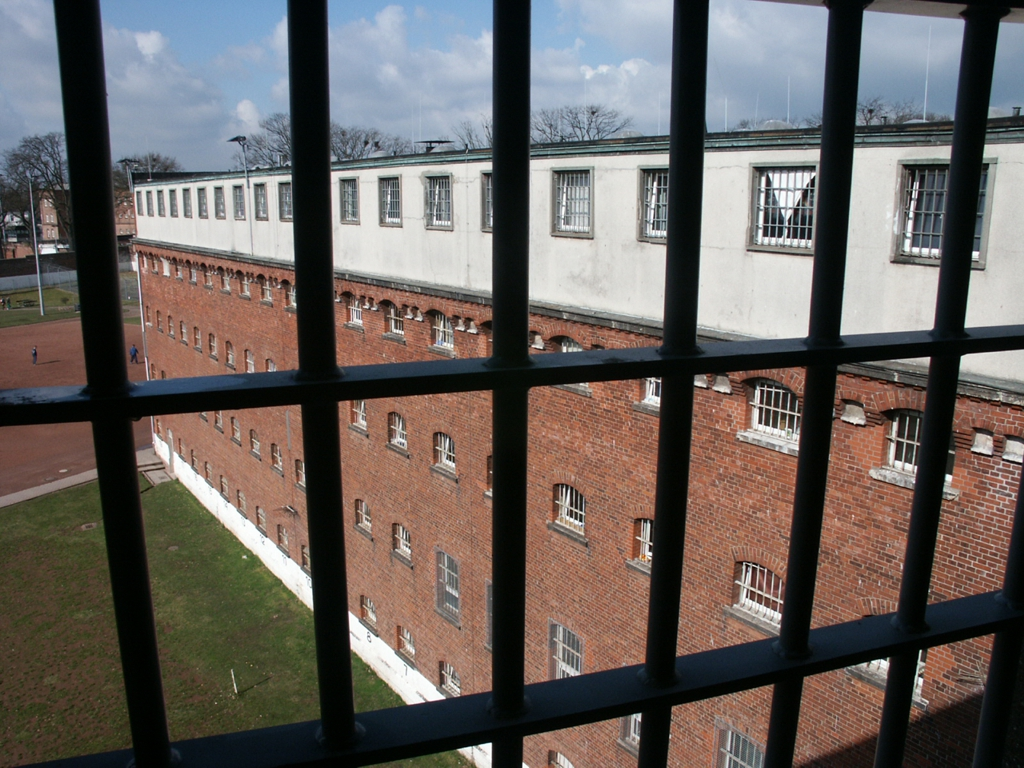
Blick auf einen Seitenflügel (2006)

Die Justizvollzugsanstalt Fuhlsbüttel, umgangssprachlich Santa Fu genannt, ist eine Justizvollzugsanstalt, die ursprünglich in Hamburg-Fuhlsbüttel, nach Grenzverschiebungen heute in Hamburg-Ohlsdorf gelegen ist. Sie ist als reine Männeranstalt zuständig für den geschlossenen Strafvollzug und Sicherungsverwahrung. Die Abschiebehaft wurde von der JVA Fuhlsbüttel in die JVA Billwerder verlagert; mittlerweile wird diese dort nicht mehr vollstreckt.

## Geschichte

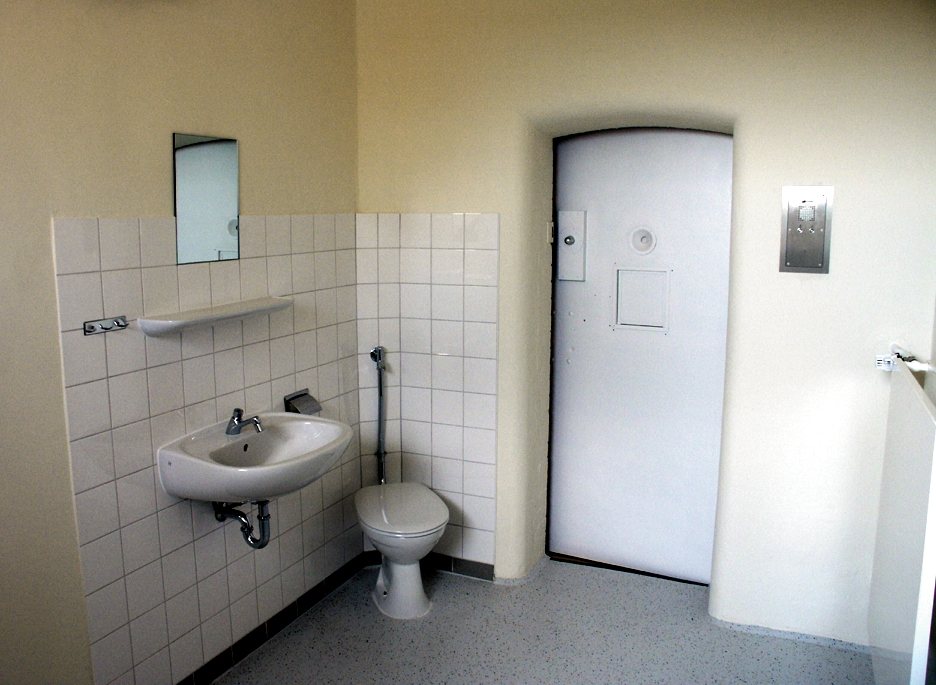
Renovierter Haftraum (1)

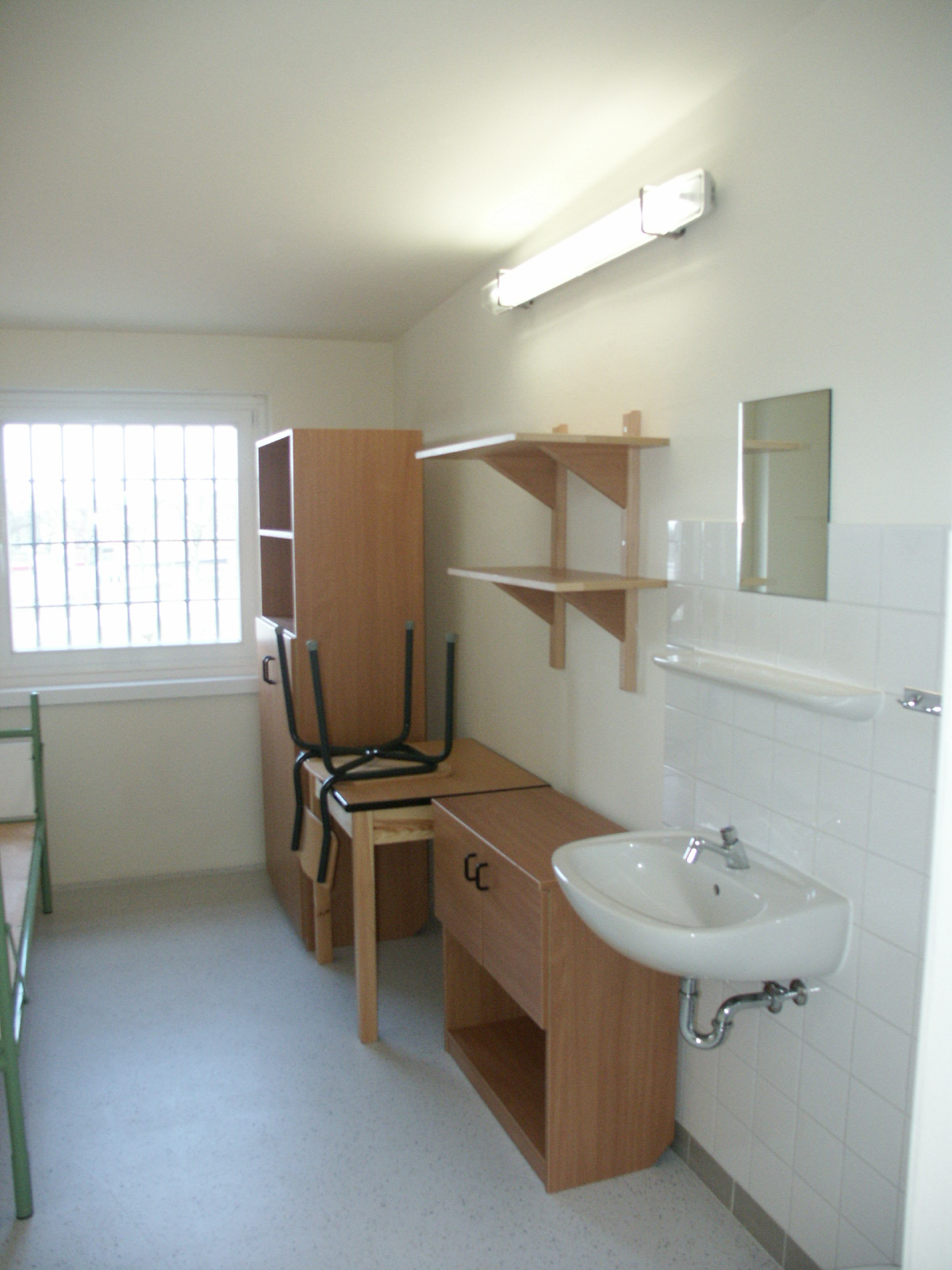
Renovierter Haftraum (2)

Das heutige Haus I der JVA wurde am 15. August 1879 nach mehrjähriger (1875–79) Bautätigkeit als „Centralgefängnis“ für 800 Gefangene in Betrieb genommen. 1891 kam das heutige Haus IV als Anstalt für 350 weibliche Gefangene und 1892 das heutige Haus III als Anstalt für 115 jugendliche Gefangene hinzu. 1906 wurde das heutige Haus II als Anstalt für 726 männliche Gefangene in Betrieb genommen. Die Machtübernahme der Nationalsozialisten stoppte das Vorhaben, die Fuhlsbütteler Anstalten abzureißen. Stattdessen wurde im März 1933 in Haus II das KZ Fuhlsbüttel (KoLaFu) eingerichtet, das bald in Haus IV verlagert, im September 1933 der SS übergeben und zum Kriegsende im April 1945 geräumt wurde. Hinzu kam vom 25. Oktober 1944 bis zum 15. Februar 1945 die Einrichtung eines Außenlagers des KZ Neuengamme in einem weiteren Gebäudeteil.
Ab 1945 diente die JVA Suhrenkamp als Gefängnis, die JVA Am Hasenberge bis 1975 als Zuchthaus; die Anstalt Nesselstraße war dem Jugendvollzug gewidmet. 1979 wurde der Jugendvollzug in Haus IV (= Anstalt V) geschlossen. 1983 wurde ein Werkhof eingerichtet. 1991 wurde Haus IV (= Anstalt V) nach Renovierung wieder belegt. Im Juni 2003 wurden die bis dahin selbständigen Teilanstalten Suhrenkamp, Am Hasenberge und Nesselstraße unter dem damaligen Justizsenator Roger Kusch als JVA Fuhlsbüttel unter einem Anstaltsleiter zusammengefasst. 2010 wurden die Häuser II (1906) und IV (1905) der JVA Fuhlsbüttel wieder zu selbständigen Anstalten gemacht. Aus dem Haus IV ging die Sozialtherapeutische Anstalt Hamburg mit der Außenstelle Bergedorf hervor. Das Haus II blieb unter der Bezeichnung JVA Fuhlsbüttel. Das Haus I steht leer.

## Name
Mit dem Begriff „Santa Fu“ war immer die JVA Fuhlsbüttel, vormals JVA Am Hasenberge, gemeint und wurde von der Presse in den 1970er Jahren verbreitet, nachdem mehrere Fluchten geglückt waren, die in Schlagzeilen wie „Santa Fu und raus bist Du!“ thematisiert wurden. Der Begriff „Santa Fu“ ist schon vor den 1970er Jahren entstanden und kommt von der alten Bezeichnung „Strafanstalt Fuhlsbüttel“, die im Verwaltungsdeutsch „St. Fu“ abgekürzt wurde. Die damalige Gesamtanstalt „Strafanstalt Fuhlsbüttel“ ging in den 1970er Jahren in drei selbständige Anstalten auf.

## Gedenkstätte
Das Torhaus der Strafanstalt Fuhlsbüttel am Eingang Suhrenkamp ist als Gedenkstätte eingerichtet, eine Gedenktafel trägt die Inschrift:
Konzentrationslager Fuhlsbüttel – Von Ende März 1933 bis zum Kriegsende 1945 wurden durch dieses Tor viele politische Gegner des NS-Regimes in die Gefangenschaft geführt. Das ehemalige Konzentrationslager Fuhlsbüttel, damals „Kolafu“ genannt, war in einem Bau dieser Strafanstalt untergebracht. Es unterstand der SS, später wurde es Gestapogefängnis. Die Gefangenen wurden ohne Gerichtsurteil festgehalten, viele mißhandelt und gefoltert, manche zum Selbstmord getrieben oder ermordet.

## Zentralkrankenhaus
Die JVA verfügt über ein Gefängniskrankenhaus mit 63 Betten und dient der ärztlichen Versorgung der Insassen. Es bietet ein Leistungsspektrum, vergleichbar mit einem öffentlichen Krankenhaus, an.

## Warenproduktion

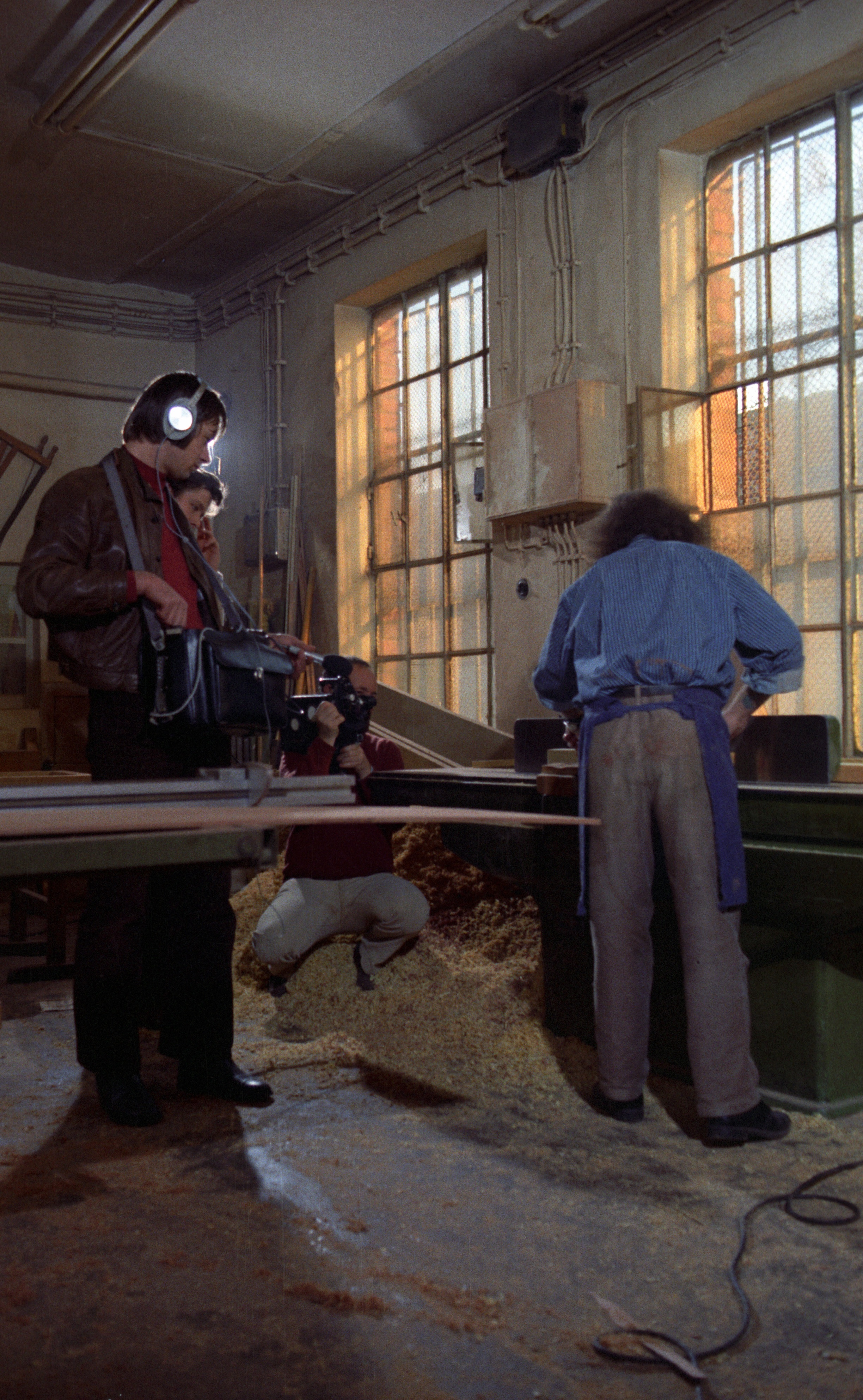
Dreharbeiten in der Tischlerei der JVA um 1970

Es werden auch Waren unter der Marke Santa Fu hergestellt, deren Erlöse zum Teil an die Opferschutzorganisation Weißer Ring gehen. Diese Initiative wurde 2006 von Bundespräsident Köhler im Rahmen der Standortinitiative „Deutschland – Land der Ideen“ ausgezeichnet. Die Marke Santa Fu ist ein PPP-Projekt (Public Private Partnership) zwischen der Justizbehörde Hamburg und einem Zusammenschluss von drei profitorientierten Firmen aus den Bereichen Produktentwicklung, Grafikdesign, Werbung, Marketing und Vertrieb.

## Eintracht Fuhlsbüttel
Die JVA Fuhlsbüttel besitzt mit Eintracht Fuhlsbüttel einen eigenen Sportverein, welcher in einigen Sportarten im geregelten Ligabetrieb antritt.

### Fußball
Eintracht Fuhlsbüttel ist vollwertiges Mitglied im HFV und nimmt seit der Saison 1976/77 am Spielbetrieb in Hamburgs unterster Spielklasse teil (damals Kreisliga, heute Kreisklasse B). Da die Insassen das Gelände nicht verlassen dürfen, trägt die Eintracht nur Heimspiele aus und ist somit nicht aufstiegsberechtigt.
Bis Ende der Saison 2007/08 wurden die Paarungen von Eintracht Fuhlsbüttel aus diesem Grund sowohl für die Fuhlsbüttler als auch für deren Gegner nach dem letzten Spieltag annulliert und die Tabellenplatzierungen in einer sogenannten „bereinigten Tabelle“ ermittelt. Dadurch entstand die Konstellation, dass Staffelkontrahenten nicht zu den Spielen erschienen sind, da die Spiele gegen Fuhlsbüttel am Ende der Saison ohnehin aus der Wertung genommen wurden. Seit 2008/09 werden die Spiele von Eintracht Fuhlsbüttel generell gewertet; das Aufstiegsrecht bleibt ihnen aufgrund ihres dauernden Heimvorteils jedoch weiterhin verwehrt.
Im Hamburger Fußball nennt man die Spieler von Eintracht Fuhlsbüttel aufgrund ihres kriminellen Hintergrundes oft auch die „Schweren Jungs“, obwohl die Mannschaft dafür bekannt ist, sehr fair zu spielen. Die Insassen der JVA stellen zudem Trikots der Eintracht her, die im „Santa-Fu-Shop“ verkauft werden.

### Tischtennis
Außerdem verfügt Eintracht Fuhlsbüttel über eine Tischtennismannschaft, die im Moment in der 2. Kreisliga der Herren spielt. Auch hier werden nur Heimspiele gespielt, allerdings darf die Mannschaft hier aufsteigen.

## Steine für die Stadt
Im Rahmen des Projektes Steine für die Stadt, gehauen in Santa Fu wurden von Mitgliedern der Steinmetzgruppe der JVA vom 1. September 1984 bis zum 31. August 1986 Skulpturen in Stein gehauen, die an verschiedenen Orten der Stadt aufgestellt wurden, wie zum Beispiel der Senator am U-Bahnhof Hagendeel in Hamburg-Lokstedt und der Bhagwan-Stein neben der Kieler Straße 399 am Durchgang zur Melanchtonstraße in Hamburg-Stellingen. Beide Skulpturen stammen von Ludwig Udorovic. 1986 erschien das Buch zu dem Projekt: Hammer, Meißel, Phantasie. Steine für eine Stadt, gehauen in Santa Fu. 19.9.1984 – 31.8.1986.

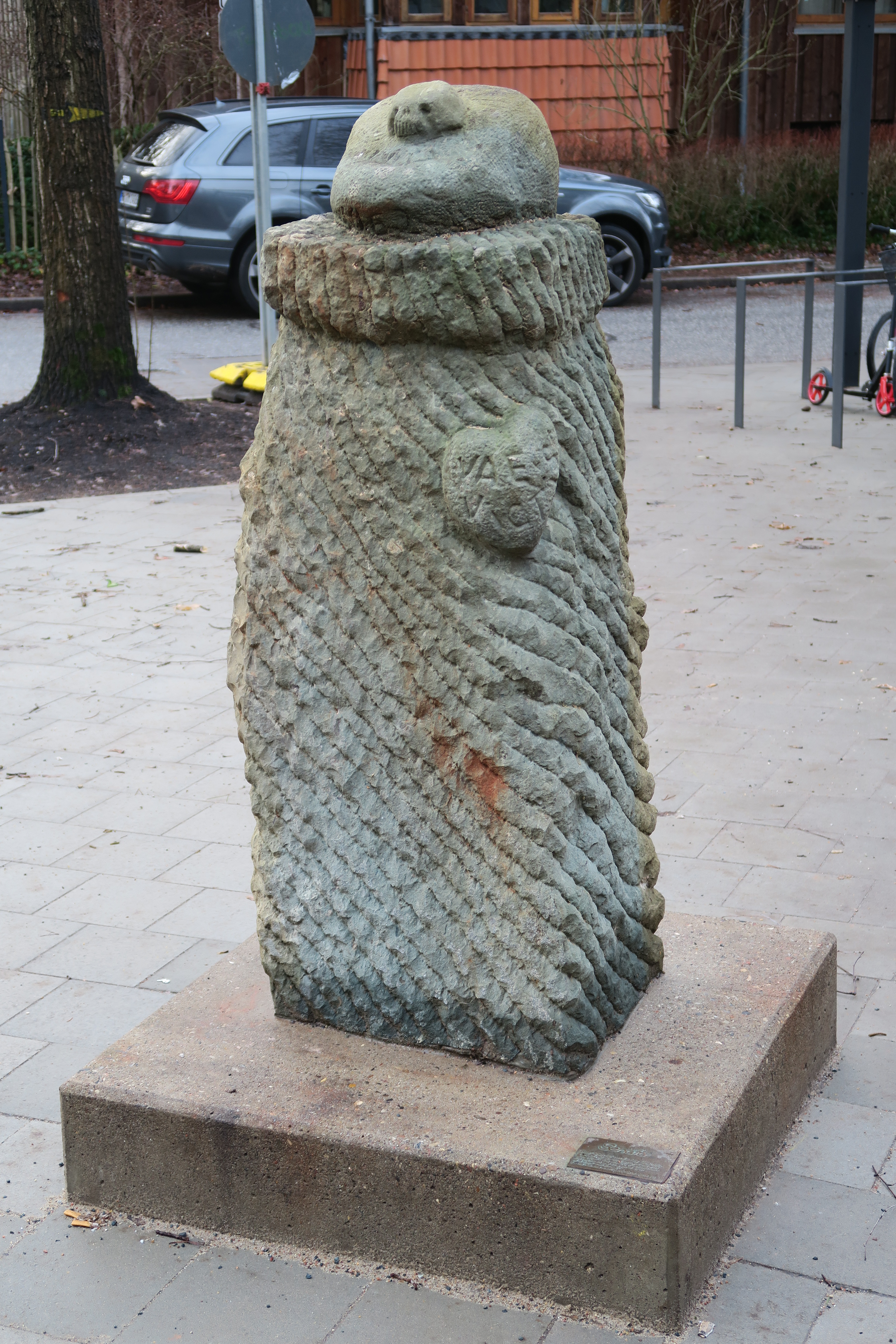
Senator
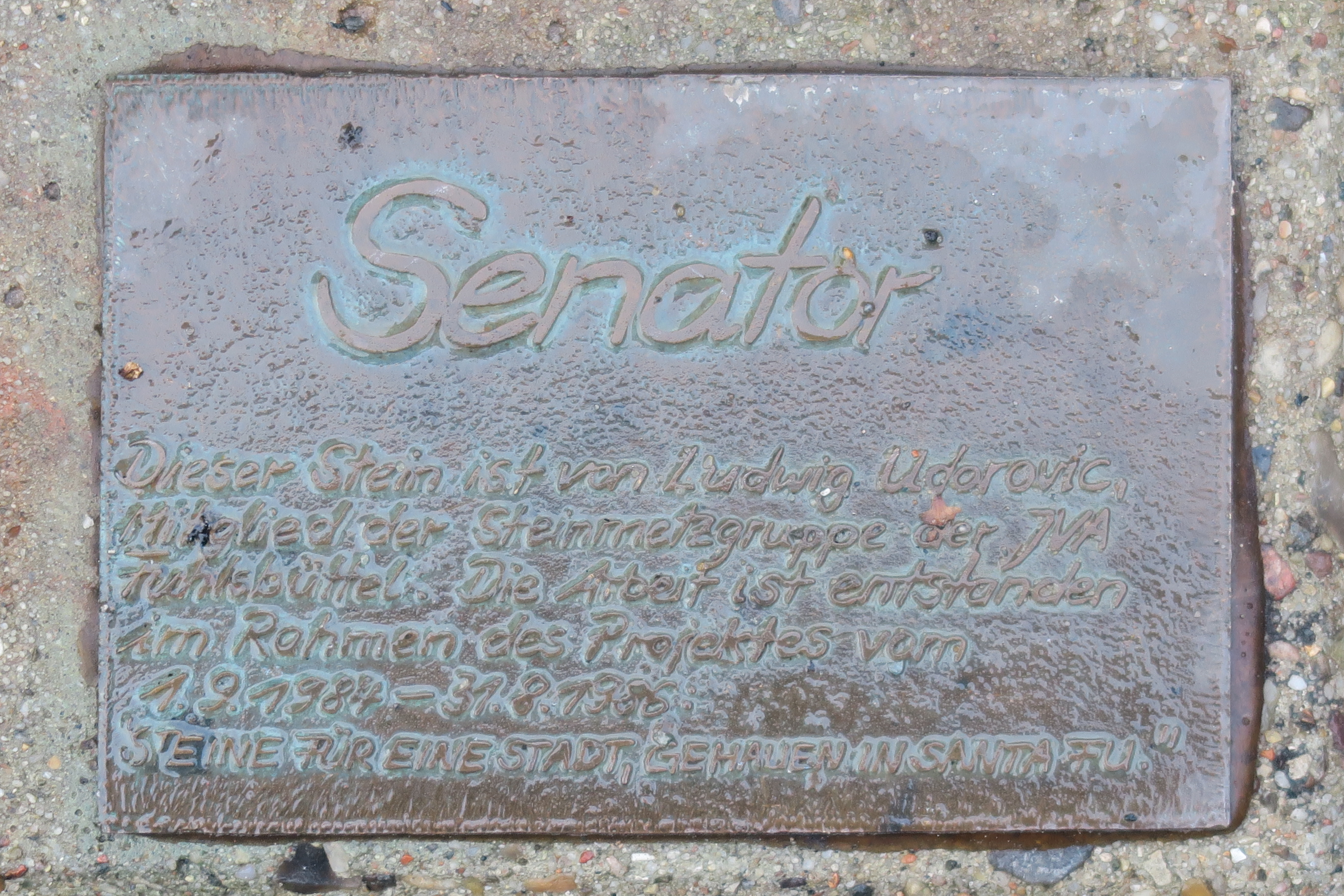
Plakette zum Senator
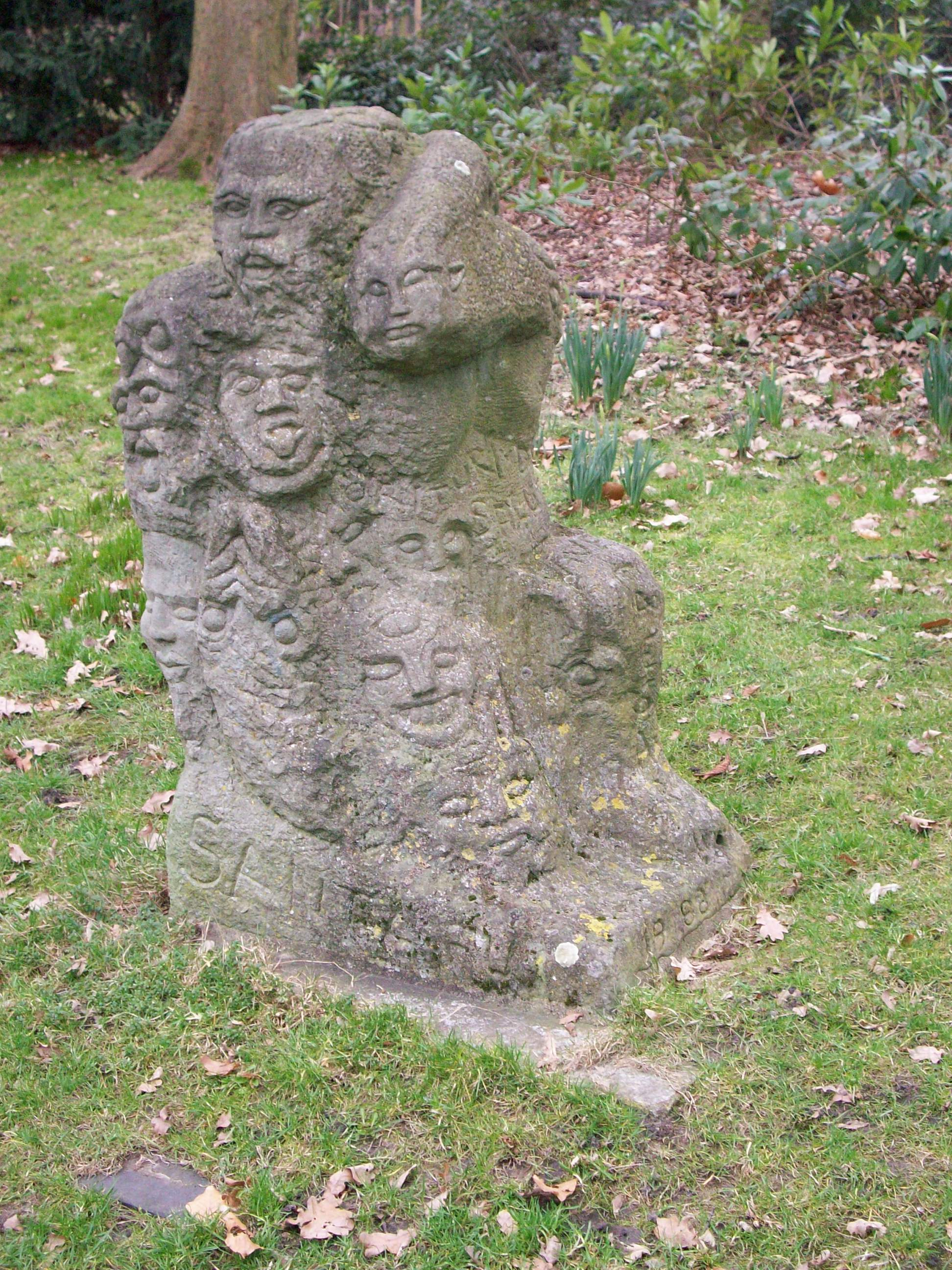
Carpe Diem im Hammer Park
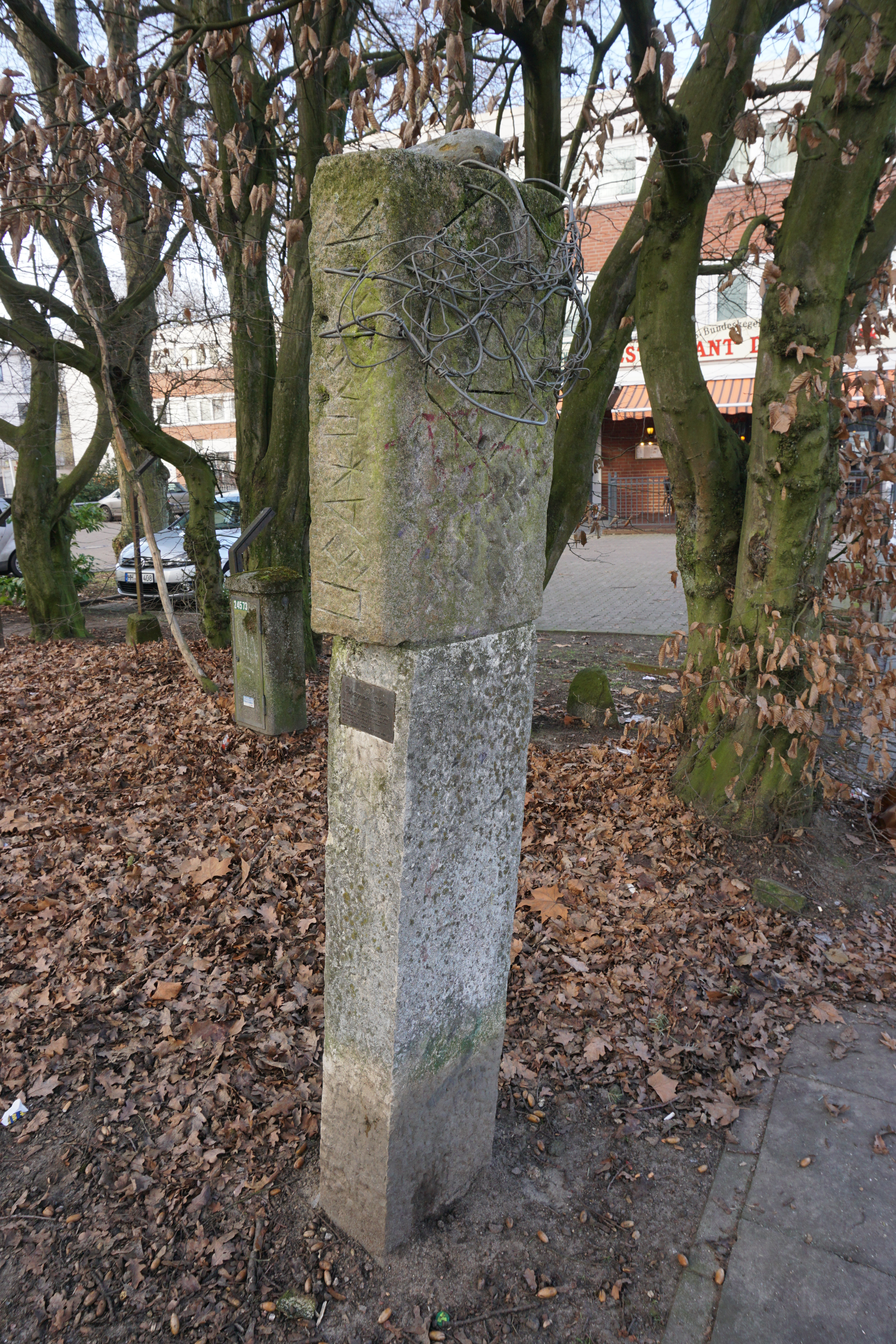
Bhagwan-Stein in Hamburg-Stellingen